# Ruy López
Ruy Lopez de Segura (ur. 1530 w Zafrze, zm. 1580) – hiszpański ksiądz, jeden z najsilniejszych szachistów XVI wieku.

## Życiorys

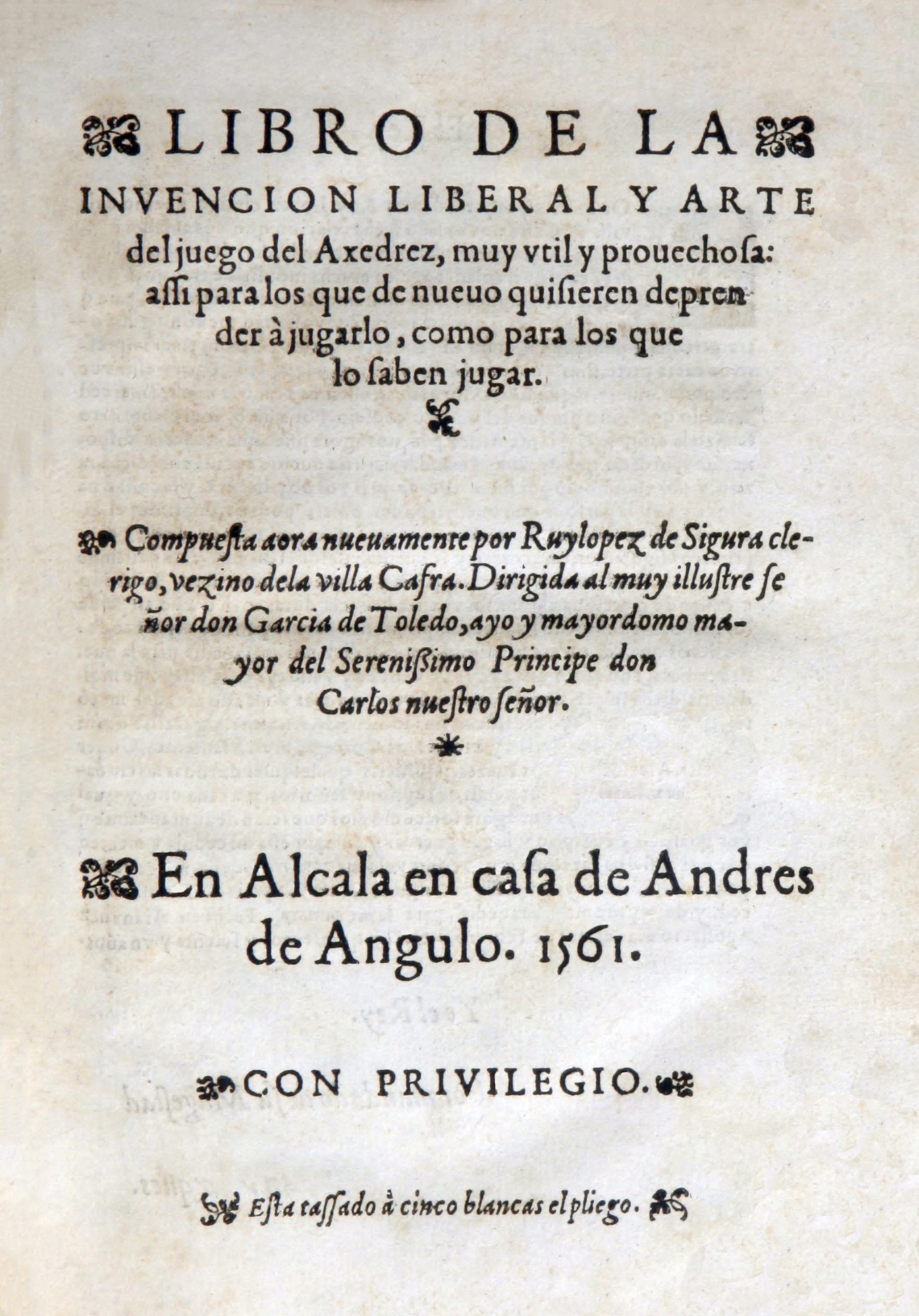
Okładka książki Libro de la invencion liberal y el arte del juego del Axedrez

Służył na dworze króla Hiszpanii, Filipa II, wielkiego miłośnika i mecenasa szachów. Przez wiele lat uchodził za niezwyciężonego szachistę. Jako ksiądz odbywał podróże do Rzymu, gdzie spotykał się z włoskimi mistrzami królewskiej gry. W latach 1560 i 1572 wracał z Rzymu do Madrytu niepokonany. Wśród jego przeciwników był Leonardo di Bona, zachowały się zapisy partii pomiędzy tymi dwoma mistrzami. Nie wiadomo jednak, czy Lopez spotkał się we Włoszech z najsilniejszym wówczas włoskim szachistą, Paolem Boi.
W 1575 roku do Madrytu przyjechał Leonardo di Bona, głównie w celu wzięcia rewanżu na Lopezie za dotychczasowe porażki. Król Filip dowiedziawszy się o przyjeździe Leonarda, ufundował wysokie nagrody i zaprosił szachistów do rozegrania meczu na swoim dworze. Zwycięzcą miał zostać ten z rywali, który wygra trzy partie z rzędu. Pierwsze dwie partie tego wielce prestiżowego meczu wygrał Lopez, jednak trzy kolejne zakończyły się jego porażką. Leonardo został hojnie nagrodzony przez króla, podobnie jak dwaj inni obecni wówczas w Madrycie włoscy szachiści, Giulio Polerio i Paolo Boi. Chociaż zachowały się jedynie zapisy partii pomiędzy Lopezem i Leonardem, wiele wskazuje na to, że Lopez został wówczas pokonany również przez Paola Boi. Spotkanie wielkich szachistów na dworze króla Hiszpanii można traktować jako pierwszy znany międzynarodowy turniej mistrzów szachowych, zakończony tryumfem włoskich szachistów. Rok 1575 to symboliczna data początku dominacji włoskiej szkoły szachów w Europie.
W 1561 roku Ruy Lopez wydał Libro de la invencion liberal y el arte del juego del Axedrez (Księga o odkryciach i sztuce gry w szachy). Książka Lopeza była znacznie bardziej dojrzała od wcześniejszych książek szachowych. Autor skoncentrował się na teorii bardziej niż na rozwiązywaniu konkretnych problemów szachowych. Była to pierwsza próba usystematyzowania i analitycznej oceny znanych otwarć szachowych. Lopez analizował m.in. partię hiszpańską (zwaną często, zwłaszcza w języku angielskim, "Ruy Lopez"), jednak nie był on wynalazcą tego otwarcia. Partia hiszpańska była już opisana w manuskrypcie z Getyngi, którego autorstwo przypisuje się Luisowi Lucenie. Lopez w swojej pracy po raz pierwszy posłużył się też słowem gambit, które traktował jako synonim podstępnej pułapki.
Książka Lopeza miała ogromny wpływ na rozwój szachów. Była popularna i prawdopodobnie przyniosła autorowi znaczne dochody. Merytorycznie dojrzalsza od podręcznika Pedra Damiana, przez późniejszych mistrzów i historyków oceniana jednak niżej niż manuskrypty Giulia Poleria.
Pierwszy w historii polski podręcznik szachowy w znacznej mierze opierał się na pracy hiszpańskiego duchownego. Napisany w latach 1602–1610 przez Jana Ostroroga (kasztelana i wojewodę poznańskiego) manuskrypt nosił tytuł Nauka o szachach, obszernie w polskim języku przełożona z ksiąg Damiana Portugalczyka z uwagami Rui Lopeza, Hiszpana. Nie był on wiernym przekładem, lecz kompilacją obu dzieł z wieloma własnymi uwagami autora (bezcenny polski manuskrypt zaginął po powstaniu warszawskim w 1944 roku).